# Minoa Pediada
Minoa Pediada (Grieks: Μινώα Πεδιάδα) is sedert 2011 een fusiegemeente (dimos) in de Griekse bestuurlijke regio (periferia) Kreta.
De drie deelgemeenten (dimotiki enotita) van de fusiegemeente zijn:
- Arkalochori (Αρκαλοχώρι)
- Kastelli (Καστέλλι)
- Thrapsano (Θραψανό)